# Quintette pour piano et cordes (Reynaldo Hahn)
Pour les articles homonymes, voir Quintette pour piano et cordes.
Le Quintette pour piano et cordes est une œuvre de Reynaldo Hahn en trois mouvements pour piano et quatuor à cordes créée en 1922.

## Composition et création
Composée entre 1917 et 1922, la partition est publiée l'année suivante par les éditions Heugel.
L’œuvre est créée le 28 novembre 1922 à Paris, salle Gaveau, par les interprètes Magda Tagliaferro, Jules Boucherit, Jacques Gasselin, Oscar Englebert et Gérard Hekking à la Société philharmonique de Paris,.

## Présentation
Le quintette est en trois mouvements :
1. Molto agitato e con fuoco en fa dièse mineur, à quatre temps (noté ), mouvement à « l'élégante franchise rythmique[4] » ;
2. Andante (non troppo lento) en mi majeur, à 
, mouvement à la « pénétrante mélancolie[4] » ;
3. Allegretto grazioso en fa dièse majeur, à deux temps (noté ), mouvement plein de verve avec ses « rentrées ingénieusement ménagées et qui se termine en strette d'un dynamisme irrésistible [4] ».

Dans le dernier mouvement, « l'expansivité de fa dièse majeur ne s'affirme vers la fin du mouvement que pour se voir supplantée par la retenue presque ironique d'un ultime retour en mineur ».

## Analyse
Les deux premiers mouvements de l’œuvre sont composés en 1917-1918 par Reynaldo Hahn alors qu'il est mobilisé durant la Première Guerre mondiale. Le compositeur évoque dans une note de programme de 1939-1940 « l'effusion véhémente d'une âme agitée, un violent tumulte intérieur, tous les symptômes d'une passion fiévreuse » qui traversent le premier mouvement, ainsi que la « tristesse profonde, contrastant avec des moments d'espoir dont le premier violon est chargé à plusieurs reprises de faire naître la lueur, mais qui persiste malgré ces éclaircies fugitives » qui émane du deuxième mouvement.
Le dernier mouvement, composé par Hahn « quatre ans plus tard dans une chambre d'hôtel à Lyon », fait entendre des motifs « douloureux, fiévreux, ou désolés » tirés des mouvements précédents, mais « transformés et tournés, semblerait-il, en dérision ». Pour l'auteur, « la raison et une gaîté vraie ou feinte ont triomphé de tout ».
Pour Henri Büsser, le quintette est une partition de premier ordre, « une manière de chef-d’œuvre par la fantaisie de son écriture, un dialogue entre le piano et les cordes. Tout cela touche au grand art ».

## Discographie
- Quintette pour piano et cordes par Alexandre Tharaud, piano ; Quatuor Parisii (décembre 1998, Valois-Naïve V4848)[7] (OCLC 659178279) — avec les deux quatuors à cordes.
- Quintette pour piano et cordes, par Stephen Coombs (piano) et le Quatuor Chilingirian (1-3 décembre 2000, Hyperion Records CDA67258) (OCLC 873059225) [livret en ligne] — avec le Quintette pour piano et cordes, op. 42 de Louis Vierne.
- Quintette pour piano et cordes par Artur Pizarro, piano ; Anna Reszniak & Elisabeth Kufferath, violons ; Yura Lee, alto ; Gustav Rivinius, violoncelle (24 juin 2018, AVI Music 2019, AVI8553102) — avec l'Octuor à cordes, op. 5 de Reinhold Glière et Deux pièces pour octuor à cordes, op. 11 de Dmitri Chostakovitch.

### Ouvrages généraux
- Philippe Blay, Reynaldo Hahn, Paris, Fayard, 2021, 712 p. (ISBN 2-213-62262-0).